# Justo José de Urquiza
Justo José de Urquiza y García (Entre Ríos, 18 de outubro de 1801 - assassinado no Palácio San José, na cidade de Concepción del Uruguay, província de Entre Ríos, a 11 de abril de 1870) foi um general militar e político argentino, e presidente da Argentina entre 1854 e 1860. Seu pai, José Narciso de Urquiza Álzaga, era espanhol, com ascendência espanhola e sua mãe, María Cándida García González, argentina, com ascendência espanhola (por parte de pai) e argentina (por parte de mãe).

## Carreira política
Como governador de Entre Ríos ajudou a sustentar no poder Juan Manuel de Rosas, porém logo ressentido pela dominação política e econômica da Província de Buenos Aires sobre as demais, se sublevou contra este por meio do chamado Pronunciamiento de Urquiza, a 1º de maio de 1851). Com a ajuda do Brasil e dos liberais uruguaios, obrigou Manuel Oribe a capitular, após longo cerco a Montevidéu em outubro de 1851, e derrotou Rosas na Batalha de Monte Caseros, em 3 de fevereiro de 1852.
Urquiza se lançou imediatamente à tarefa de organização da Argentina, convertendo-se no director provisional da Confederação Argentina em maio de 1852. A Assembleia Constitucional adotou em 1853 uma constituição inspirada nas ideias de Juan Bautista Alberdi, e Urquiza se converteu no primeiro presidente constitucional em março de 1854. Seu vice-presidente era Salvador María del Carril.
Durante sua presidência foram melhoradas as relações exteriores, se impulsionou a educação pública, se promoveu a colonização e se iniciaram planos para a construção de ferrovias. Seu trabalho de organização nacional foi, entretanto, atrapalhado pela oposição de Buenos Aires, que protagonizou sua secessão da Confederação. A guerra começou em 1859. Urquiza derrotou o exército provincial comandado por Bartolomé Mitre em outubro daquele ano na Batalha de Cepeda. Depois disso, a província rebelde aceitou reingressar na Confederação.
As emendas constitucionais propostas por Buenos Aires foram adotadas em 1860. A paz teve, entretanto, vida curta, iniciando-se nova guerra civil. Urquiza novamente enfrentou o exército de Buenos Aires sob o comando de Mitre na Batalha de Pavón, em setembro de 1861. Mesmo com o resultado da batalha não parecendo se inclinar para nenhum dos lados, Urquiza se retirou, deixando a vitória nas mãos de Mitre. Posteriormente se retirou para sua província natal, Entre Ríos, a qual governou na forma de autocracia patriarcal até seu assassinato em 1870.